# ビタリー・ブボン
ビタリー・ブボン（Vitaly Bubon　1983年7月20日- ）はウクライナの柔道選手。階級は100kg級。身長192cm。

## 人物
2001年のヨーロッパジュニア90kg級で2位になった。2002年のヨーロッパジュニア1000kg級では優勝した。2002年の世界学生では無差別で2位になった。2003年のU23ヨーロッパ選手権では優勝した。2004年のアテネオリンピックでは初戦で敗れた。2005年の世界選手権では決勝まで進むも、鈴木桂治に内股で敗れるが銀メダルを獲得した。2007年の世界選手権では7位だった。2008年の北京オリンピックには出場できなかった。

## 主な戦績
- 1999年 - ヨーロッパユースオリンピックフェスティバル　90kg級　3位
- 2001年 - ヨーロッパジュニア　90kg級　2位
- 2002年 - ヨーロッパジュニア　優勝
- 2002年 - 世界学生　無差別　2位
- 2003年 - U23ヨーロッパ選手権　優勝
- 2004年 - フランス国際　3位
- 2005年 - ロシア国際　3位
- 2005年 - 世界選手権　2位
- 2006年 - フランス国際　3位
- 2007年 - 世界選手権　7位